# 118e Amerikaans Congres
Het 118e Amerikaans Congres was een zitting van het Amerikaans Congres, het federale parlement van de Verenigde Staten. Het Congres bestaat uit de Senaat en het Huis van Afgevaardigden. De termijn van dit Congres loopt van 3 januari 2023 tot en met 3 januari 2025. Deze zitting valt samen met de laatste 2 jaren van president Joe Bidens ambtstermijn.

## Data van sessies
3 januari 2023 - 3 januari 2025
- 1e sessie: 3 januari 2023 - 3 januari 2024
- 2e sessie: 3 januari 2024 - 3 januari 2025

## Verkiezing voor de voorzitter van het Huis van Afgevaardigden
De verkiezing van de voorzitter van het Huis van Afgevaardigden vond plaats in Washington D.C. op 7 januari 2023.
| Kandidaat       | Aantal stemmen (benodigd: 216) | Partij        |
| --------------- | ------------------------------ | ------------- |
| Hakeem Jeffries | 212                            | Democraten    |
| Kevin McCarthy  | 216                            | Republikeinen |

## Grote gebeurtenissen
- 3-7 januari 2023: Voor de verkiezing van de nieuwe voorzitter waren voor het eerst sinds 1923 meerdere stemrondes nodig.
- 7 januari 2023: in de 15e stemronde voor de verkiezing van Speaker kreeg de Republikein Kevin McCarthy eindelijk de benodigde meerderheid van het Huis.
- 7 februari 2023: State of the Union
- 4 oktober 2023: Kevin McCarthy wordt afgezet als Speaker
- 25 oktober 2023: Mike Johnson wordt de nieuwe Speaker
- 5 november 2024: Amerikaanse presidentsverkiezingen 2024

## Leden van de Senaat
(R) = Republikein, (D) = Democraat, (O) = Onafhankelijk  

Democratisch leiderschap in de Senaat (meerderheid)
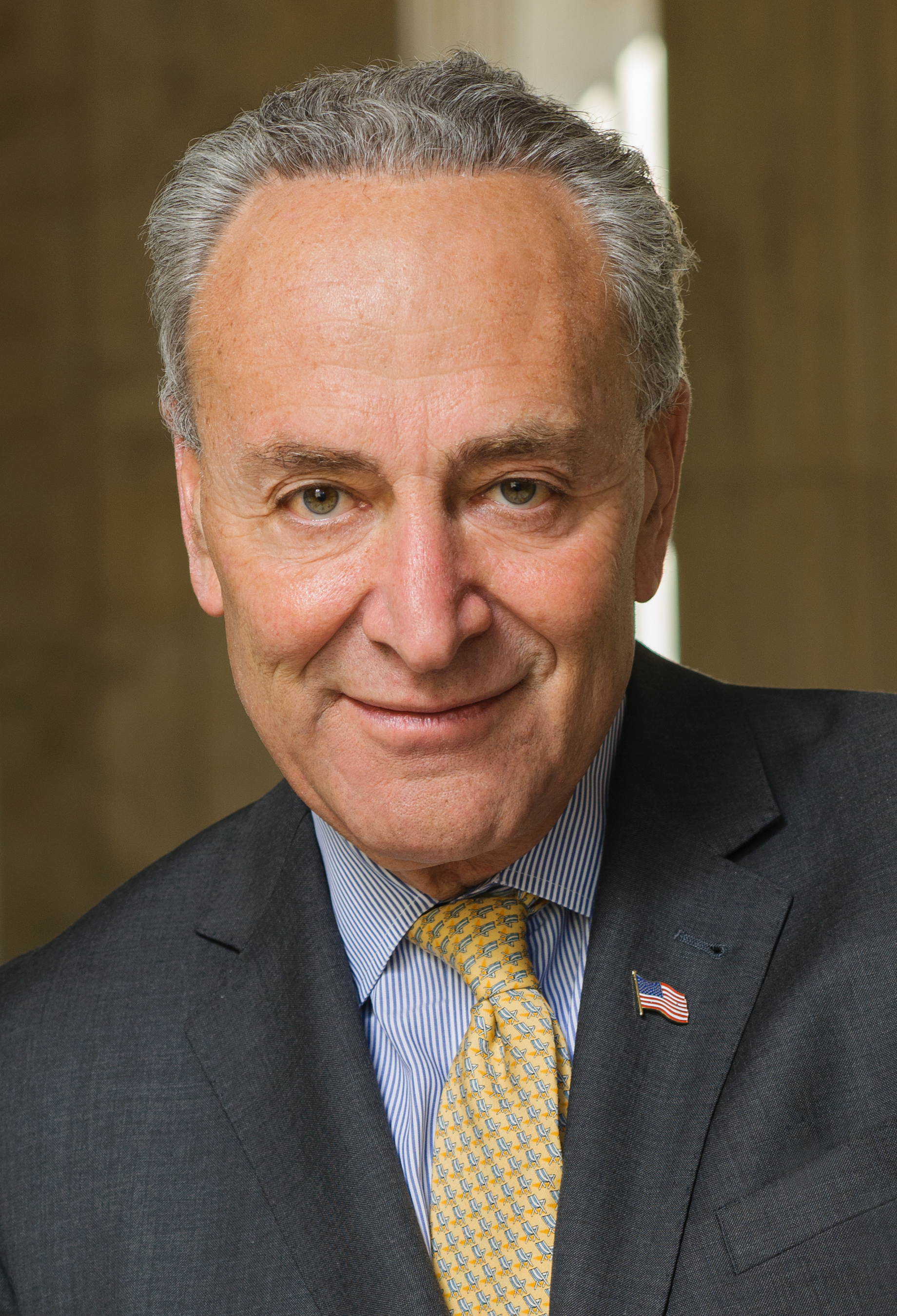
Democratische leider Chuck Schumer
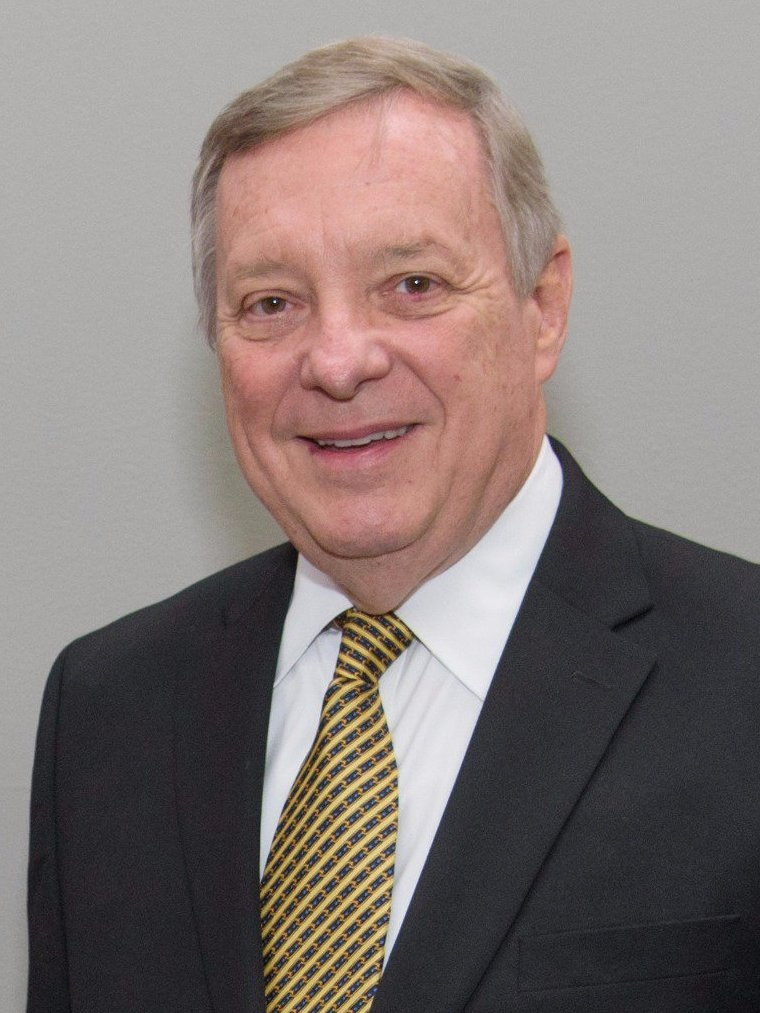
Democratische whip Dick Durbin

- Republikeins leiderschap in de Senaat ( minderheid)

Republikeins leiderschap in de Senaat (minderheid)
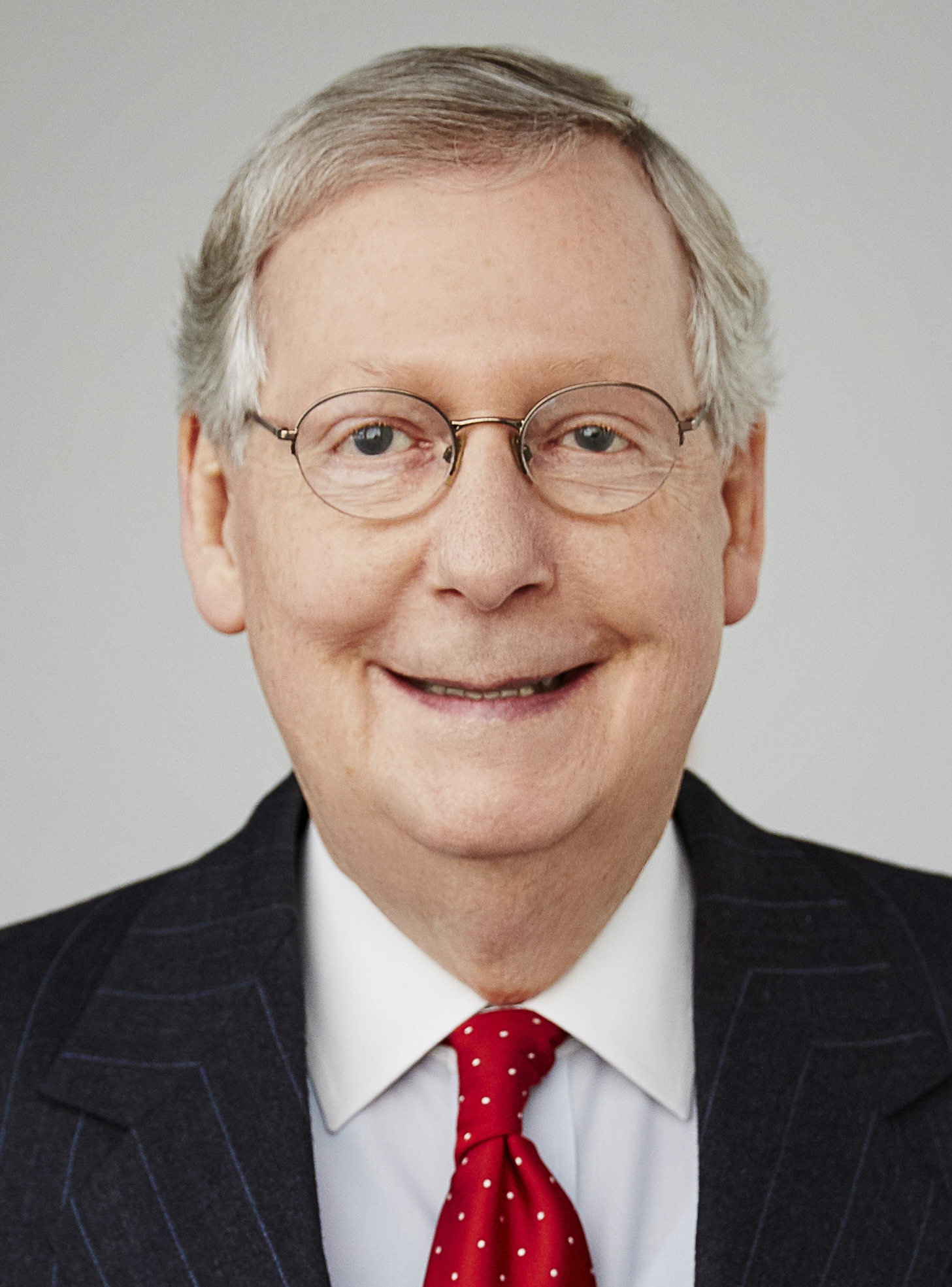
Republikeinse leider Mitch McConnell
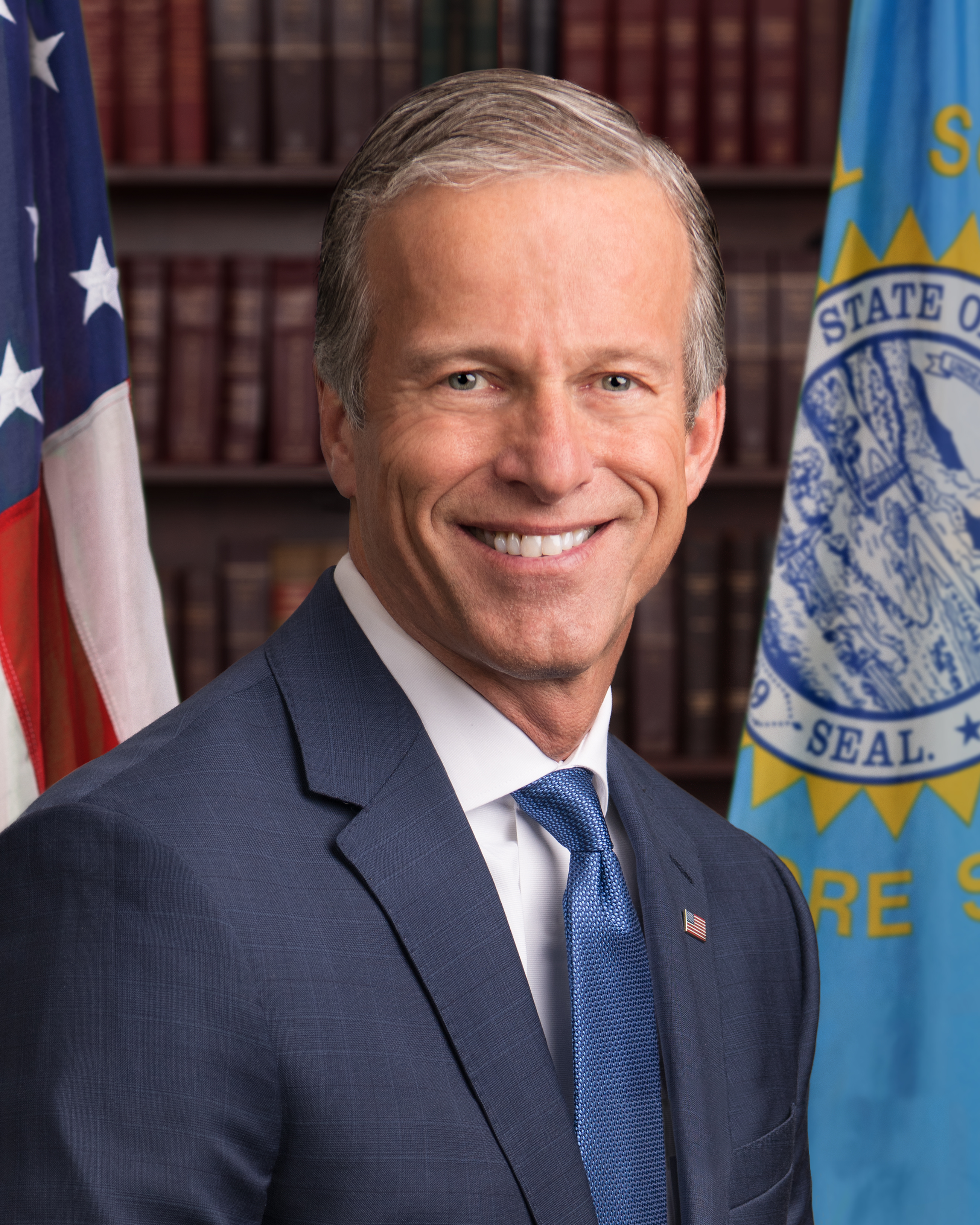
Republikeinse whip John Thune

| Staat                                                            | Senior senator             | Junior senator                     |
| ---------------------------------------------------------------- | -------------------------- | ---------------------------------- |
| Alabama                                                          | Tommy Tuberville (R)       | Katie Britt (R)                    |
| Alaska                                                           | Lisa Murkowski (R)         | Dan Sullivan (R)                   |
| Arizona                                                          | Kyrsten Sinema (O)         | Mark Kelly (D)                     |
| Arkansas                                                         | John Boozman (R)           | Tom Cotton (R)                     |
| Californië                                                       | Dianne Feinstein (D)       | Alex Padilla (D)                   |
| Colorado                                                         | Michael Bennet (D)         | John Hickenlooper (D)              |
| Connecticut                                                      | Richard Blumenthal (D)     | Chris Murphy (D)                   |
| Delaware                                                         | Tom Carper (D)             | Chris Coons (D)                    |
| Florida                                                          | Marco Rubio (R)            | Rick Scott (R)                     |
| Georgia                                                          | Jon Ossoff (D)             | Raphael Warnock (D)                |
| Hawaï                                                            | Brian Schatz (D)           | Mazie Hirono (D)                   |
| Idaho                                                            | Mike Crapo (R)             | Jim Risch (R)                      |
| Illinois                                                         | Dick Durbin (D)            | Tammy Duckworth (D)                |
| Indiana                                                          | Todd Young (R)             | Mike Braun (R)                     |
| Iowa                                                             | Chuck Grassley (R)         | Joni Ernst (R)                     |
| Kansas                                                           | Jerry Moran (R)            | Roger Marshall (R)                 |
| Kentucky                                                         | Mitch McConnell (R)        | Rand Paul (R)                      |
| Louisiana                                                        | Bill Cassidy (R)           | John Neely Kennedy (R)             |
| Maine                                                            | Susan Collins (R)          | Angus King (O)                     |
| Maryland                                                         | Ben Cardin (D)             | Chris Van Hollen (D)               |
| Massachusetts                                                    | Elizabeth Warren (D)       | Ed Markey (D)                      |
| Michigan                                                         | Debbie Stabenow (D)        | Gary Peters (D)                    |
| Minnesota                                                        | Amy Klobuchar (DFL)        | Tina Smith (DFL)                   |
| Mississippi                                                      | Roger Wicker (R)           | Cindy Hyde-Smith (R)               |
| Missouri                                                         | Josh Hawley (R)            | Eric Schmitt (R)                   |
| Montana                                                          | Jon Tester (D)             | Steve Daines (R)                   |
| Nebraska                                                         | Deb Fischer (R)            | Ben Sasse (R) (tot 8 januari 2023) |
| Nevada                                                           | Catherine Cortez Masto (D) | Jacky Rosen (D)                    |
| New Hampshire                                                    | Jeanne Shaheen (D)         | Maggie Hassan (D)                  |
| New Jersey                                                       | Bob Menendez (D)           | Cory Booker (D)                    |
| New Mexico                                                       | Martin Heinrich (D)        | Ben Ray Luján (D)                  |
| New York                                                         | Chuck Schumer (D)          | Kirsten Gillibrand (D)             |
| North Carolina                                                   | Richard Burr (R)           | Thom Tillis (R)                    |
| North Dakota                                                     | John Hoeven (R)            | Kevin Cramer (R)                   |
| Ohio                                                             | Sherrod Brown (D)          | Rob Portman (R)                    |
| Oklahoma                                                         | Jim Inhofe (R)             | James Lankford (R)                 |
| Oregon                                                           | Ron Wyden (D)              | Jeff Merkley (D)                   |
| Pennsylvania                                                     | Bob Casey jr. (D)          | John Fetterman (D)                 |
| Rhode Island                                                     | Jack Reed (D)              | Sheldon Whitehouse (D)             |
| South Carolina                                                   | Lindsey Graham (R)         | Tim Scott (R)                      |
| South Dakota                                                     | John Thune (R)             | Mike Rounds (R)                    |
| Tennessee                                                        | Marsha Blackburn (R)       | Bill Hagerty (R)                   |
| Texas                                                            | John Cornyn (R)            | Ted Cruz (R)                       |
| Utah                                                             | Mike Lee (R)               | Mitt Romney (R)                    |
| Vermont                                                          | Patrick Leahy (D)          | Bernie Sanders (O)                 |
| Virginia                                                         | Mark Warner (D)            | Tim Kaine (D)                      |
| Washington                                                       | Patty Murray (D)           | Maria Cantwell (D)                 |
| West Virginia                                                    | Joe Manchin (D)            | Shelley Moore Capito (R)           |
| Wisconsin                                                        | Ron Johnson (R)            | Tammy Baldwin (D)                  |
| Wyoming                                                          | John Barrasso (R)          | Cynthia Lummis (R)                 |
| 49 Republikeinen (R), 48 Democraten (D) en 3 onafhankelijken (O) |                            |                                    |

Meerderheid bij 51 zetels, of 50 met doorslaggevende stem van de vicepresident (maar bij zijn afwezigheid niet van de president pro tempore, die heeft een gewone stem).

## Leden van het Huis van Afgevaardigden
Dit overzicht is mogelijk incompleet; u kunt helpen door het uit te breiden.
1 (1789) ·
2 (1791) ·
3 (1793) ·
4 (1795) ·
5 (1797) ·
6 (1799) ·
7 (1801) ·
8 (1803) ·
9 (1805) ·
10 (1807) ·
11 (1809) ·
12 (1811) ·
13 (1813) ·
14 (1815) ·
15 (1817) ·
16 (1819) ·
17 (1821) ·
18 (1823) ·
19 (1825) ·
20 (1827) ·
21 (1829) ·
22 (1831) ·
23 (1833) ·
24 (1835) ·
25 (1837) ·
26 (1839) ·
27 (1841) ·
28 (1843) ·
29 (1845) ·
30 (1847) ·
31 (1849) ·
32 (1851) ·
33 (1853) ·
34 (1855) ·
35 (1857) ·
36 (1859) ·
37 (1861) ·
38 (1863) ·
39 (1865) ·
40 (1867) ·
41 (1869) ·
42 (1871) ·
43 (1873) ·
44 (1875) ·
45 (1877) ·
46 (1879) ·
47 (1881) ·
48 (1883) ·
49 (1885) ·
50 (1887) ·
51 (1889) ·
52 (1891) ·
53 (1893) ·
54 (1895) ·
55 (1897) ·
56 (1899) ·
57 (1901) ·
58 (1903) ·
59 (1905) ·
60 (1907) ·
61 (1909) ·
62 (1911) ·
63 (1913) ·
64 (1915) ·
65 (1917) ·
66 (1919) ·
67 (1921) ·
68 (1923) ·
69 (1925) ·
70 (1927) ·
71 (1929) ·
72 (1931) ·
73 (1933) ·
74 (1935) ·
75 (1937) ·
76 (1939) ·
77 (1941) ·
78 (1943) ·
79 (1945) ·
80 (1947) ·
81 (1949) ·
82 (1951) ·
83 (1953) ·
84 (1955) ·
85 (1957) ·
86 (1959) ·
87 (1961) ·
88 (1963) ·
89 (1965) ·
90 (1967) ·
91 (1969) ·
92 (1971) ·
93 (1973) ·
94 (1975) ·
95 (1977) ·
96 (1979) ·
97 (1981) ·
98 (1983) ·
99 (1985) ·
100 (1987) ·
101 (1989) ·
102 (1991) ·
103 (1993) ·
104 (1995) ·
105 (1997) ·
106 (1999) ·
107 (2001) ·
108 (2003) ·
109 (2005) ·
110 (2007) ·
111 (2009) ·
112 (2011) ·
113 (2013) ·
114 (2015) ·
115 (2017) ·
116 (2019) ·
117 (2021) ·
118 (2023)